# Gabriel Simion
Gabriel Bogdan Simion (Călărași, 22 maggio 1998) è un calciatore rumeno, centrocampista dell'U Cluj.

## Carriera
Ha sempre giocato nel campionato rumeno, alternandosi tra la massima serie e la seconda divisione.